# Анакінра
Анакінра англ. Anakinra, лат. Anakinrum) — рекомбінантний та модифікований людський білок, який є антагоністом рецептора інтерлейкіну-1. Анакінра розроблена компанією «Swedish Orphan Biovitrum», та схвалена FDA у 2001 році, а Європейським агентством з лікарських засобів у березні 2002 року.

## Фармакологічні властивості
Механізм дії препарату полягає у зв'язуванні з рецептором інтерлейкіну-1, що призводить до інгібування дії інтерлейкіну. Наслідком цього є зменшення продукції прозапальних цитокінів, зменшення проліферації клітин та вироблення гострофазних білків. Анакінра застосовується при ревматоїдному артриті у дорослих, у тому числі в комбінації з іншими антиревматичними препаратами. Як експериментальний препарат анакінра застосовується при синдромі Стілла (варіанті ювенільного ревматоїдного артриту), кріопірин-асоційованому періодичному синдромі, у тому числі при мультисистемному запальному захворюванні новонароджених. Згідно даних клінічного дослідження, анакінра може давати позитивний ефект при цитокіновому штормі. як експериментальний препарат, застосовується також для лікування цукрового діабету. Проте, на відміну від етанерцепту, анакінра протипоказана особам із активним або латентним туберкульозом, оскільки може спричинити в них лейкопенію.

### Фармакокінетика
Анакінра повільно розподіляється в організмі після підшкірного застосування, максимальна концентрація препарату досягається протягом 3—7 годин після застосування препарату. Біодоступність анакінри становить 95 %. Даних за проникнення препарату через плацентарний бар'єр та виділення в грудне молоко людини немає. Метаболізм препарату мало досліджений, імовірно анакінра, як і більшість біологічних препаратів, метаболізується в ретикулоендотеліальній системі. Анакінра виводиться з організму з сечею. Період напіввиведення препарату з організму становить 4—6 годин, і цей час не змінюється при печінковій та нирковій недостатності.

## Покази до застосування
Анакінра застосовується при ревматоїдному артриті в дорослих, як самостійний препарат, так і в комбінації з іншими антиревматичними препаратами.

## Побічна дія
При застосуванні анакінри побічні ефекти спостерігаються нечасто, найчастішими побічними явищами при застосуванні препарату є лейкопенія і нейтропенія, гарячка, шкірний висип, головний біль, реації в місці введення препарату, загострення або реактивація інфекцій.

## Протипокази
Анакінра протипоказана при застосуванні при підвищеній чутливості до препарату. Не рекомендоване застосування з іншими імунобіологічними препаратами для лікування ревматоїдного артриту, зокрема з абатацептом, через незначну кількість сумісного застосування цих препаратів.

## Форми випуску
Анакінра випускається у вигляді розчину для ін'єкцій у вигляді шприца по 100 мг.

## Експериментальне застосування
На початку травня 2020 року повідомлено, що італійські лікарі виявили ефективність анакінри при коронавірусній хворобі 2019. На їх думку. анакінра особливо ефективна при цитокіновому штормі, який є частим ускладненням коронавірусної хвороби.